# Spectre d'une matrice
En mathématiques, le spectre d'une matrice est l'ensemble de ses valeurs propres,,. En général, si {\displaystyle T:V\to V} est un opérateur linéaire sur n'importe quel espace vectoriel, alors son spectre est l'ensemble des scalaires {\displaystyle \lambda } tels que {\displaystyle T-\lambda \cdot id}  n'est pas inversible. Le déterminant d'une matrice est égal au produit de ses valeurs propres. De la même façon, la trace d'une matrice est égale à la somme de ses valeurs propres,,. On peut, donc, définir un pseudo-déterminant d'une matrice unitaire comme étant le produit de ses valeurs propres non nulles. 

## Définition
Soit V un espace vectoriel de dimension finie sur un corps K et  T: V → V une application linéaire. Le spectre de T, noté σT, est l'ensemble des racines du polynôme caractéristique de T. Ainsi, les éléments du spectre sont exactement les valeurs propres de T, et la multiplicité d'une valeur propre λ dans le spectre est égale à la dimension du sous-espace caractéristique de T associé à  λ .